# ジェフ・キーリー
ジェフ・キーリー（Geoff Keighley）は、カナダのゲームジャーナリストでテレビ司会者。 彼は、ゲームショー「GameTrailers TV」の司会およびかつての「G4tv.com」の共同司会を務めたことで最も知られていた。キーリーはフリーランスのライターでもあり、彼の記事はKotakuなどの出版物に掲載されている。キーリーは「Spike Video Game Awards」のエグゼクティブプロデューサーであり、また、2014年の創設以来The Game Awardsのエグゼクティブ・プロデューサーおよび司会を務めてきた。また、「Electronic Entertainment Expo」（E3）でE3コロシアムイベントを主催した。 

## キャリア
キーリーのコンピュータゲームの取材やプレゼンテーションに進出したのは、テレビで放送された最初のゲームアワードショーである「Cybermania '94：The Ultimate Games Awards」でのことだった。キーリーは当時14歳であったが、有名司会が読む台詞の作成を手伝うために連れて来られた。ショーは成功したとは見なされず、祝福よりもコメディーを目的としたものであったが、キーリーはこのショーから彼のキャリアの中でゲーム版アカデミー賞に相当するものを開発する着想を得た。 
GTTVに加えて、キーリーはテレビで多くのコンピュータゲーム関連プロジェクトに関わっている。コムキャストのG4 TVチャンネルでは、E3の記者会見の取材でチャンネルのリードアンカーを務め、ソニーやエレクトロニック・アーツなどの企業のCEOにインタビューを行った。MTV用に彼はコンセプトを制作し、大ヒットしたMicrosoftのXbox 360用ゲームの開発の様子を視聴者に紹介する二つの特別番組「Gears of War：Race to E3」と「Gears of War：Race to Launch」を（LivePlanetと共同で）制作した。また、2007年にディスカバリーチャンネルは、コンサルティングプロデューサーを務めたキーリーの扱いに基づいて、World of Wonder Productionsなどの会社のリリースを含む5時間のドキュメンタリーを放送した。ジェフはまた、 オジー・オズボーンのパフォーマンスを目玉にした「Madden NFL 08 Kickoff」やリンキン・パークのパフォーマンスを目玉にした「Halo 3: Launched!」など、スパイクTV向けの多数のゲーム発売記念特別番組を主催および共同制作している。彼はまた、論争の的になっているFoxニュースの『Mass Effect』に関するコーナーでもインタビューを受け、番組内で唯一実際にゲームをプレイしたことでオンライン上のゲーマーから賞賛された。 
キーリーは、Spikeのコンピュータゲームアワードプログラムのプロデューサーに招かれて2006年以降のプログラムの制作を支援した。2013年、Spikeはショーの形式を変更し、アワードの名称を「VGX Awards」に変更した。キーリーにとって、この形式はコンピュータゲームの功績を祝うというより、むしろ商業的で宣伝的なものとなり、その後ショーを去った。2014年まで、彼はマイクロソフト、ソニー、任天堂ならびに大手パブリッシャーや業界のリーダーの支持を得て新たなアワードショーを立ち上げるための資金を自らの手で調達した。こうしてキーリーは、2014年12月に初開催された「The Game Awards」を創設し、彼は引き続き主要司会を務めている。 
キーリーはレビュー記事や予告記事のほか、ゲーム業界の舞台裏を掘り下げた詳細なビジネスプロフィールや長編の特集記事を執筆することで知られている。キーリーは1998年頃からGameSpotでライターとして活躍しており、サイトのコラム「Behind the Games」を執筆した。このコラムは「The Final Hours」というシリーズ記事に発展し、その記事では彼が開発期間が終了間際のさまざまなスタジオに深く入り込み、ゲームが完成間近になっていくプロセスを詳しく説明している。最近では、これらの記事はモバイルアプリとしてリリースされている。「ジェイス・ホールショー」に関する2008年7月のインタビューで、キーリーはこのプロセスの重要性について語り、「そのような調査ジャーナリズムが足りない。一種の調査を行う時間がもっと欲しい。これらのより大きな問題のいくつかをもっと掘り下げて、「死の赤リング」のような問題にも目を向けることができた。実際に何が起こったのかなど、それが本当に正しく報道されたことは決してなかった」と述べた。しかし、キーリーは2012年10月にEurogamerに掲載されたコラムで、実際の品質に関係なく、独占権を維持するために積極的にゲームを提示し、業界のPRを額面どおりに受け入れる姿勢を示したことから、一部方面からの批判に直面している。2016年12月、キーリーはViveport Developer Awards（VDA）の審査員に選ばれた。 
キーリーは年次ゲームショウ「E3」の開始以来の参加者であり、2017年のE3から期間中にE3に参加したデベロッパーやパブリッシャーを招いてインタビューやその他のディスカッションを行うライブストリーミングイベント「E3コロシアム」を企画・主催していた。しかし、E3を主催するエンターテインメントソフトウェア協会が（COVID-19のパンデミックによる中止の前に）2020年のE3の形式を大幅に変更したため、キーリーはE3コロシアムのイベントを主催することも、（E3が始まってからの）25年で初めてショーに参加することもないと述べた。 
パンデミックによりGamescomなどのいくつかのイベントやゲームショーのようにE３も中止されたことに伴い、キーリーは一部の大手パブリッシャーやコンピュータゲーム業界のリーダーと協力して、2020年5月から8月までサマーゲームフェストを開催した。この期間中、キーリーはデベロッパーやパブリッシャーがゲームの発表やその他のプレゼンテーションを行うのを支援し、ゲームフェストの一環としてゲームプラットフォームのSteamやXboxは期間中にゲームのデモ版・体験版をファンに提供した。 

## その他の出演
ケイリーは、ゲーム『Death Stranding』のホログラフィックキャラクターとして登場した。 

## 論争
Eurogamerに関するコラムで、元ジャーナリストのロバート・フローレンスは、キーリーやその他の人々がコンピュータゲーム業界と「ベッドにいる」ことが多いと非難した。論争の的となった賛否両論の記事は、法的措置が取られたことにより同サイト編集者のトム・ブラムウェルによっていくつかの変更が加えられた。 

## 作品
- Keighley, Geoff (2011). The Final Hours of Portal 2. ASIN B004XMZZKQ
- Keighley, Geoff (2012). The Final Hours of Mass Effect 3. ASIN B007KVXSFG
- Keighley, Geoff (2013). The Final Hours of Tomb Raider
- Keighley, Geoff (2014). The Final Hours of Titanfall: Behind the Scenes at Respawn Entertainment. ASIN B00JQFIE1W
- Keighley, Geoff (2020). The Final Hours of Half-Life: Alyx